# Dinotrema cassium
Dinotrema cassium är en stekelart som beskrevs av Vladimir Ivanovich Tobias. Dinotrema cassium ingår i släktet Dinotrema och familjen bracksteklar. Inga underarter finns listade i Catalogue of Life.